# Tir-na-nog (È vietato portare cavalli in città)
Tir-na-nog (È vietato portare cavalli in città) (Into the West) è un film del 1992 diretto da Mike Newell.
In lingua gaelica "Tir-na-nog" significa "Terra dell'eterna giovinezza".

## Trama
Racconta la storia di due giovani fratelli: Ossie e Tito. Un kelpie li raggiunge per unire la loro famiglia lacerata dalla morte della madre. Ossie lo chiama Tír na nÓg e immagina che il kelpie rappresenti l'anima della loro madre. Si tratta di un cavallo bianco o di una giumenta in grado di correre estremamente veloce e saltare formidabili lunghezze e altezze. Fedele alla sua natura kelpie, attira Ossie nell'oceano; tuttavia, viene salvato dall'annegamento dal fantasma di sua madre e dall'amore di suo fratello e di suo padre.

## Distribuzione
Fu presentato in Italia al Giffoni Film Festival nell'agosto 1993; la distribuzione nelle sale cinematografiche iniziò il 25 gennaio 1994.

## Accoglienza

### Critica
(Maurizio Porro, Corriere della Sera)
(Fabio Bo, Il Messaggero)
(Roberto Nepoli, La Repubblica)
(Segnalazioni Cinematografiche, vol. 115, 1992)
(Giovanni Grazzini, Cinema '93, 1993)
(Paolo Mereghetti, Dizionario dei film)
(Commissione Film CEI)